# Lesione da difesa
Le ferite da difesa, o lesioni da difesa, sono inferte alla vittima che tenta di difendersi dall’aggressore; si distinguono in:
- Ferite da difesa attiva, se localizzate al palmo delle mani (si producono quando la vittima afferra la lama nel tentativo di disarmare l’aggressore; si tratta in genere di ferite a lembo profonde).[1]
- Ferite da difesa passiva, se insistono sul dorso della mano, sugli avambracci e sulle braccia (si producono quando la vittima utilizza gli arti superiori per pararsi dai colpi inferti dall’aggressore).[1]

A seconda dell'arma e della posizione, la lesione si può presentare come lacerazione, abrasione, contusione, frattura ossea, o ferita da arma da fuoco.